# Feston Bwalya
Feston Bwalya (ur. ?) – zambijski lekkoatleta, chodziarz.

## Osiągnięcia
| Rok  | Impreza                 | Miejsce  | Konkurencja           | Lokata       | Wynik   |
| ---- | ----------------------- | -------- | --------------------- | ------------ | ------- |
| 1991 | Puchar świata w chodzie | San Jose | chód na 20 kilometrów | 106. miejsce | 2:06:11 |
| 1991 | Puchar świata w chodzie | San Jose | chód na 50 kilometrów | DNF          | –       |

## Rekordy życiowe
- Chód na 20 kilometrów – 2:06:11 (1991) rekord Zambii[2]